# Робърт Диксън
Робърт Малкълм Уорд Диксън (на английски: Robert Malcolm Ward Dixon) е английско-австралийски езиковед.
Роден е на 25 януари 1939 година в Глостър. През 1960 година завършва математика в Оксфордския университет, а през 1961 – 1963 година специализира статистическа лингвистика в Единбургския университет. От 1964 година започва теренните си проучвания върху аборигенските езици в Австралия и през следващите години се налага като един от най-влиятелните езиковеди в света, преподава в Университета „Джеймс Кук“.